# Phaedon Gizikis
Phaedon Dimitriou Gizikis (Φαίδων Γκιζίκης) (Volos, 13 de junio de 1917 - Atenas, 27 de julio de 1999) fue un general del ejército griego que ocupó el cargo de último presidente de Grecia durante los últimos meses de la dictadura de los coroneles del 21 de abril y los primeros meses de la Metapolítefsi (25 de noviembre de 1973-17 de diciembre de 1974).

## Biografía
Nacido en Volos (Grecia9, Gizikis fue oficial de carrera del Ejército Helénico. Su número de servicio era el 21756. Se graduó en la Academia Militar Helénica en 1939, alcanzando el rango de subteniente de artillería, y participó en la guerra greco-italiana y en la guerra civil griega. En 1967, apoyó el golpe de Estado de Georgios Papadopoulos y recibió varios altos cargos militares durante la dictadura que siguió.
Recibió el título de presidente de la República el 25 de noviembre de 1973, después de que Papadopoulos fuera destituido por Dimitrios Ioannidis como jefe del régimen en una lucha interna por el poder. Tres días después, fue ascendido a general (Strategos), decisión que firmó él mismo. Mientras ejercía como presidente, tras el golpe apoyado en Chipre, se apartaría de la confrontación abierta con las fuerzas turcas durante la invasión de Chipre. Ioannidis culparía más tarde a Gizikis y a otros dirigentes indecisos como la razón de la derrota griega. Como presidente, encargó la tarea de formar un nuevo gobierno, tras el colapso de la Junta, a Constantine Karamanlis. Tras la caída de la dictadura en 1974, conservó su cargo durante cuatro meses pro tempore, hasta que se pudo promulgar una nueva constitución durante la metapolitefsi; entonces fue sustituido por Michail Stasinopoulos.
Gizikis se retiró del ejército en 1974, el mismo día que dimitió de su cargo de jefe de Estado. En 1976, un consejo militar archivó el proceso contra él y otros 88 antiguos oficiales acusados de traición y motín por colaborar con la junta anterior.
Murió el 26 de julio de 1999 en el hospital militar NIMTS de Atenas, apenas un mes después que su predecesor, Georgios Papadopoulos.
| Predecesor: Georgios Papadopoulos | Presidente de la República Helénica 1973 - 1974 | Sucesor: Michail Stasinopulos |